# Distichodus rufigiensis
Distichodus rufigiensis là một loài cá thuộc họ Distichodontidae. Nó là loài đặc hữu của Tanzania. Môi trường sống tự nhiên của nó là các con sông.